# Culex eouzani
Culex eouzani är en tvåvingeart som beskrevs av Rickenbath och Lombrici 1974. Culex eouzani ingår i släktet Culex och familjen stickmyggor.
Artens utbredningsområde är Kamerun. Inga underarter finns listade i Catalogue of Life.